# Kajman Schneidera
Kajman Schneidera (Paleosuchus trigonatus) – gatunek gada z rodziny aligatorowatych.
OpisJeden z najmniejszych gatunków krokodyli. Głowa wysoka, pysk wydłużony, stosunkowo najwęższy ze wszystkich kajmanów, bez belki kostnej między oczami. Barwa ciała z wierzchu czekoladowo-brązowa, na brzuchu jaśniejsza z ciemnymi plamami.
BiotopZamieszkuje wartko płynące rzeki i strumienie o żwirowatym dnie na porosłych dżunglą terenach.
PokarmŻywi się głównie rybami, płazami i bezkręgowcami. Biologia i zwyczaje słabo poznane.
WystępowaniePogranicze dorzeczy Amazonki i Orinoko w Ameryce Południowej.